# ラスコー洞窟

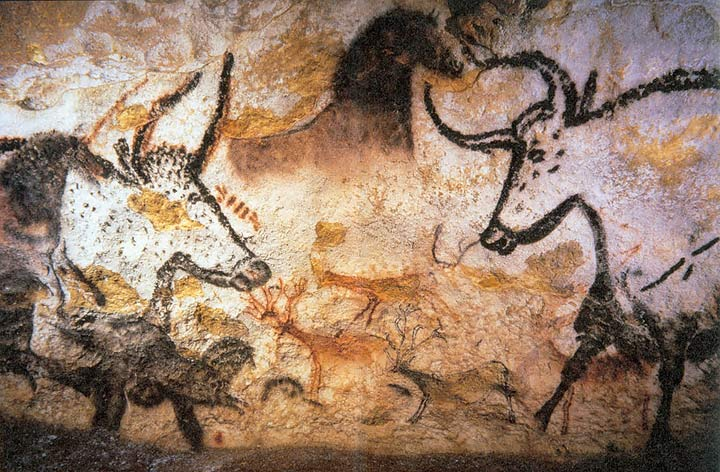
ラスコー洞窟の壁画

ラスコー洞窟（ラスコーどうくつ、仏: Grotte de Lascaux）は、フランスの西南部ドルドーニュ県、ヴェゼール渓谷のモンティニャックの南東の丘の上に位置する洞窟である。先史時代とされるオーリニャック文化の洞窟壁画で有名である。

## 概要
ラスコー洞窟の壁画は、アルタミラ洞窟壁画と並ぶ先史時代、フランコ・カンタブリア美術の美術作品である。これは1940年9月12日、モンティニャック村の少年が、穴に落ちた飼い犬を友達3人と救出した際に発見された。
洞窟の全長は200メートル程度。地下に長く伸びる洞窟は枝分かれし、壁画が集中している大空間などがいくつかある。洞窟の側面と天井面（つまり洞窟の上半部一帯）には、数百の馬・山羊・羊・野牛・鹿・かもしか・人間・幾何学模様の彩画、刻線画、顔料を吹き付けて刻印した人間の手形が500点もあった。これらは20,000年前の後期旧石器時代のクロマニョン人によって描かれていた。炭酸カルシウム形成が壁画の保存効果を高めた「天然のフレスコ画」と言うことができる。

## ラスコー洞窟壁画
材料として、赤土・木炭を獣脂・血・樹液で溶かして混ぜ、黒・赤・黄・茶・褐色の顔料を作っていた。顔料はくぼんだ石等に貯蔵して、こけ、動物の毛、木の枝をブラシがわりに、または指を使いながら壁画を塗って描いたと考えられる。この壁画には、古い絵の上に新しい絵が重ねて描いてある。絵画の空間としてはあまり意識せずに描いてある。
無数の壁画がある内の1つ、黒い牛の絵の角に遠近法が用いられている。手前の角が長く描かれ、奥の角は手前の角より短く描かれている。そのほかの人・動物にも、遠近法が用いられている。
- 薄墨毛の馬
- 点のラインとオオツノ鹿
- 刻まれた鹿
- 泳いでいる鹿

## 洞窟の公開

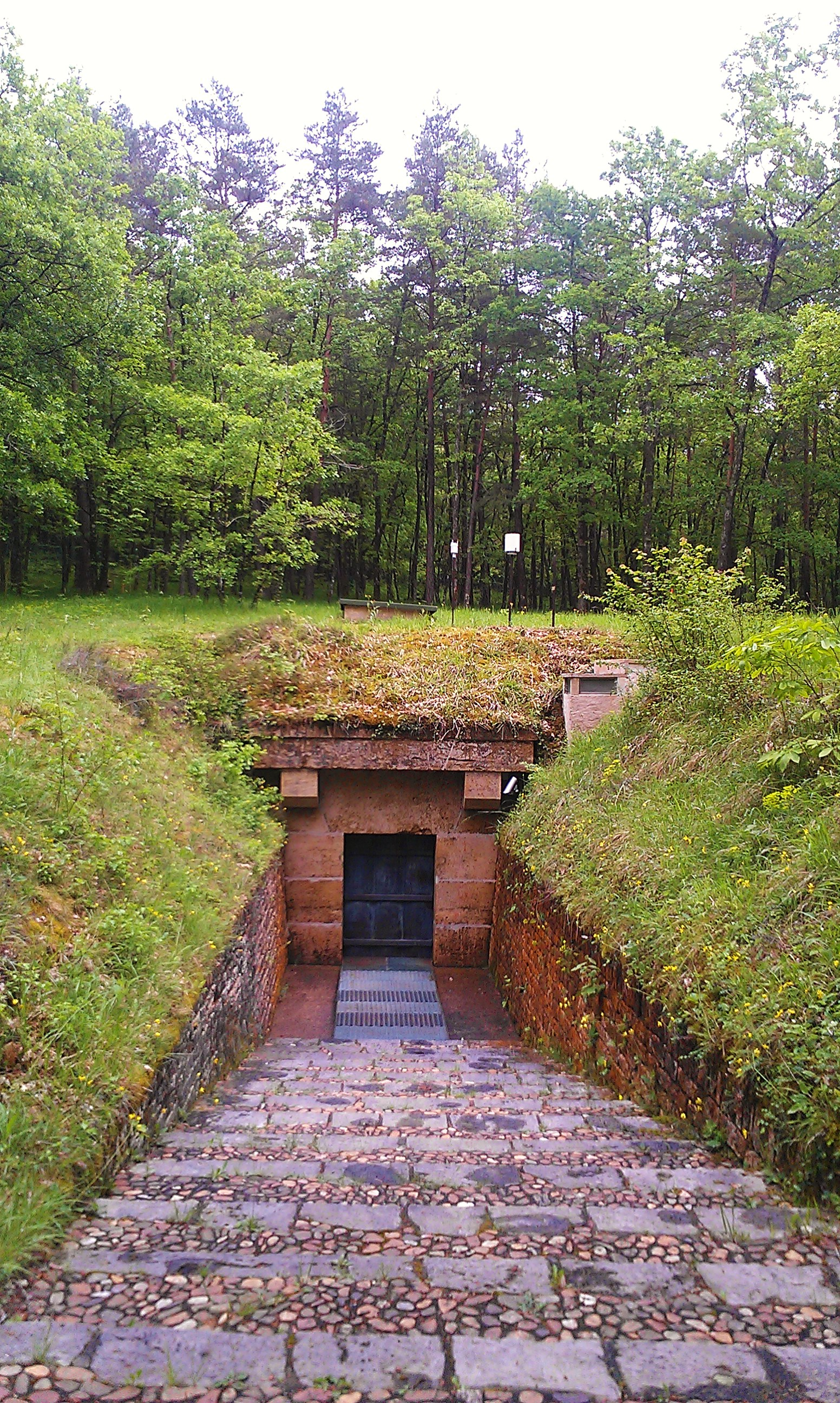
ラスコー洞窟の入口

1948年7月14日、洞窟は一般公開された。かつては大勢の観客を洞窟内に受け入れていたが、観客の吐く二酸化炭素により壁画が急速に劣化したため、1963年以降から、壁画の外傷と損傷を防ぐため、洞窟は閉鎖された。現在は壁画修復が進む一方、1日に数名の研究者らに応募させ入場・鑑賞させているほかは、ラスコーの壁画は1963年4月20日に非公開とされている。
オリジナルの洞窟の近くにレプリカの洞窟「ラスコー2」が1983年に作られており、こちらは一般見学が可能である。この他、遠隔地での展示が可能な「ラスコー3」が作られている。さらには2016年12月には新たなレプリカ洞窟「ラスコー4」がオープンした。